# LittlePuss Press
LittlePuss Press est une maison d'édition spécialisée dans la transidentité, décrite par ses fondatrices comme une maison d'édition féministe dirigée par deux femmes trans.

## Genèse et fonctionnement
LittlePuss Press est fondée par Casey Plett et Cat Fitzpatrick en 2021,. Le nom vient de deux de leurs romans, Little Fish de Plett et Glamourpuss de Fitzpatrick. Elles décrivent LittlePuss comme une maison d'édition féministe dirigée par deux femmes trans. Au sein du duo, Casey Plett s'occupe des finances de l'entreprise et de ses opérations quotidiennes et Cat Fitzpatrick du design, des relations publiques et des événements. Elles sont toutes les deux éditrices.
Le duo s'inspire de maisons d'éditions indépendantes lesbiennes, qui travaillaient souvent en partenariat avec des librairies lesbiennes pour distribuer leurs ouvrages. Elles organisent de nombreuses fêtes et événements littéraires et affirment que ce côté social est essentiel pour la création de communautés transgenres résilientes : elles annoncent que ces tournées festives se produisent à chaque nouvelle publication de leur maison d'édition.
Emily Zhou devient plus tard éditrice pour la maison d'édition.

## Publications
Leur objectif initial est de réimprimer des œuvres classiques qui ne sont plus distribuées : Meanwhile, Elsewhere, l'anthologie qu'elles ont auparavant publié chez Topside Press, une maison d'édition ayant fermé ses portes.
En 2022, elles publient le premier livre de Cecilia Gentili, Faltas : Lettres à tout le monde dans ma ville natale qui n'est pas mon violeur,, qui remporte un Stonewall Book Award pour la non-fiction.
À partir de ce moment, LittlePuss évolue pour devenir une maison d'édition pour personnes trans, au-delà de la republication d'ouvrages existants,. La maison d'édition se concentre sur la « littérature étrange » , trouvant que les maisons d'édition du Big Five, qui publient de plus en plus d'œuvres trans, ne laissent pas encore de place aux histoires sortant des codes littéraires classiques. Elles travaillent régulièrement avec des personne n'ayant pas encore fini un premier manuscrit ou manquant d'expérience ou de réseau.

## Partenariats
En 2024, la maison d'édition soutient la création de Girl Dad Press, une maison d'édition aux objectifs similaires fondée par Tuck Woodstock et Niko Stratis,. 